# Програма «А»
Програма «А» — радянська і російська музична передача, яка виходила на Першій програмі ЦТ, на каналах РТР і ТБ Центр. Автор, ведучий і режисер — Сергій Антипов (1959—2015). Програма спеціалізувалася, в першу чергу, на незвичайних і перспективних музичних явищах, альтернативної і некомерційної музики, російський рок. Редакція визначила концепцію своєї передачі як «Музика для розумних».

## Історія
«Програма „А“» вперше вийшла в ефір Першої програми ЦТ 5 лютого 1989 року, в епоху Перебудови, і досягла піку своєї популярності в середині 1990-х років, виходячи на каналі РТР.
Перший раз програма вийшла як «Новини поп-музики». Творець програми режисер Сергій Антипов придумав назви рубрик, що починаються на букву «А»: «Акцент», «Альтернатива», «Авангард», «Афіша» і т. ін. Передача стала «Програмою „А“». У створенні програм брали участь редактори Григорій Шестаков, Тетяна Барченкова, Ніна Солов'ян, Олена Карпова, а також музичний критик Артемій Троїцький, який представляв рубрику «Авангард», а пізніше і конкурс саморобних кліпів. У новорічному випуску 1 січня 1990 року, з числа радянських музикантів були показані лише виконавці та групи, назви яких починали на букву «А» («А-студіо», «Арсенал», «АТС», «Асоціація», «Аріель», Алла Пугачова, «Аут», «Автограф», «Атракціон», «Адо», «Аракс», виняток — Полад Бюль-Бюль Огли). А після трансляції фестивалю італійської пісні в Сан-Ремо, яку вів Антипов, в одній з наступних передач був виступ учасника фестивалю Франческо Сальви, який виконував пісню «А». Пізніше додалися рубрики «Асорті», «Автора!» і «Ad libitum» — концертна частина передачі зі справжньою «живою» музикою. Сергій Антипов спочатку вів передачу за кадром і лише після кількох ефірів з'явився на екрані за режисерським пультом в червоній сорочці, що стала талісманом «Програми „А“».
«Програма „А“» швидко завоювала авторитет серед музикантів і шанувальників рок-музики. За висловом журналістів, «Програма „А“» була оплотом і бункером рок-покоління на Центральному телебаченні, а творці передачі тяжіли до жорсткого і безкомпромісного року. Проте Антипов, який готував передачі про італійські фестивалі в 1987-90, зберіг цю традицію і в 1990-і роки, наприклад, в «Програмі „А“» 1995 і 1996 прозвучали кілька пісень з фестивалю в Сан-Ремо. На концерти в прямому ефірі редакція передачі запрошувала тільки ті групи, які були їй цікаві, і брати гроші з музикантів (і, відповідно, показувати комерційних музикантів за гроші) категорично відмовлялася. Однією з умов було те, що в «Програмі „А“» будуть тільки прем'єри відеокліпів, і тільки такі, що задовольнять редакцію за якістю.
Перша річниця передачі була відзначена концертом-фестивалем в прямому ефірі з двох студій телецентру «Останкіно» і майданчику біля Останкінського ставка, які відбулися 30 червня 1990 року.
В рамках передачі відбувся показ концерту 16 травня 1992 року із ПС «Крила Рад», на якому відбулася презентація платівки «Все це рок-н-рол». У тому концерті взяли участь лідери практично всіх найбільш відомих на той момент російських рок-груп — Костянтин Кінчев, Юрій Шевчук, Олександр Ф. Скляр, Володимир Шахрін, В'ячеслав Бутусов, Сергій Воронов, Гарік Сукачов.
25 червня 1994 року «Програма „А“» транслювала з Червоної площі ювілейний концерт «Машини часу», присвячений 25-річчю гурту, за участю кількох запрошених гуртів, серед яких були «Воскресение», «Nautilus Pompilius», «Агата Кристи», «Неприкасаемые», «Чайф» та інші.[джерело?]
В живих концертах «Програми „А“» крім російських артистів і рок-груп брали участь і західні зірки: B. B. King, Девід Бірн, Рей Чарльз і багато інших.
В кінці 1990-х років програма стала виходити на каналі ТВ Центр у вигляді щотижневої передачі «До 10-річчя „Програми А“». Ефір складався з архівних «живих» концертів та невеликих інтерв'ю з їх учасниками. У лютому 1999 року «Програмі „А“» виповнилося 10 років. З цієї нагоди було влаштовано великий святковий концерт з двох відділень. Перше знімалося в клубі і носило більш «естрадний» відтінок (хоча, за традицією там теж все співали на живо). А ось у другій частині програми, була організована пряма трансляція «квартирника» зі звичайної московської квартири на Чистих ставках, що належала Сергію Антипову. У «квартирнику» брали участь Юрій Шевчук, Володимир Шахрін та Володимир Бєгунов, Дмитро Ревякін, Сергій Риженко, Олександр Васильєв і Яник Ніколенко. Після цього «Програму „А“» знову запросили на канал РТР, але ефір був виділений в будні в нічний час, що знизило рейтинги і в березні 2000 року програма була закрита.
Повтори старих записів «Програми „А“» з'являються в ефірі каналу «Ностальгія».

## Відгуки
- Музичний критик Артемій Троїцький: "Не було в історії нашого телебачення програми, яка більшою мірою вплинула на живе музикантське співтовариство, ніж "Програма «А» «. Це дійсно була теле-Мекка для всіх наших „живих“ музикантів»[2].
- Олександр Ф. Скляр, лідер рок-гурту «Ва-Банкъ»: «Сергій [Антипов] був першим редактором музичних програм на російському телебаченні, який пішов на те, щоб записувати живі рок-концерти, піонером телемовлення у нас в країні в області російського і зарубіжного рок-н-ролу. Він зумів зібрати потужну команду однодумців: на „Програму А“ прийшов Андрій Пастернак, один з перших звукорежисерів, який практично з нуля почав озвучувати для телебачення живі рок-концерти, коли ще ніхто не знав, як збирати цей звук; з ними працював і Григорій Шестаков, який разом з Антиповим підбирав артистів, придумував саму ідею програми. Крім них, на телебаченні не було нікого, хто міг транслювати рок-концерти, які знімалися переважно в Горбушці — культовому місці, де грали не тільки наші, а й західні рок-артисти»[10].

## Інші проєкти ТБ групи «Програма „А“»
Організація і проведення прямих трансляцій акцій і церемоній: «ТЕФІ», «Ніка», «Кінотавр», «Сузір'я», «Слов'янський базар», «Нижегородський ярмарок», «Євробачення» та інших музичних фестивалів, суспільно-політичних телемарафонів та міжнародних телемостів.
ТБ група «Програма „А“» створила також ряд телепередач для телеканалу «Культура»:
- «ДжазоФренія» — джазова передача, яка виходила з 1998 по 2004 рік. Останній ефір — 18 липня 2004 року У 2005 році існувала під назвою «Ранкова джазофренія»; ведучий — джазмен Ігор Бутман.
- «Абетка. Говоріть російською!»- передача, присвячена проблемам російської мови. Виходила з 1998 по 2001 рік.
  - «Азбука етикету» — цикл мініатюр, продовження проекту «Азбука. Говоріть російською!»
- «Під гітару» — музична передача, присвячена авторським пісням, виконуваним під гітару. Ведучий — Олександр Городницький. Виходила з 2002 по 2008 рік.
- «Булату Окуджаві присвячується … Передєлкіно — 20» — концерти, організовувані на території будинку-музею Окуджави. В ефірі з 2004 по 2013 рік.